# 9617 Grahamchapman
A 9617 Grahamchapman (ideiglenes jelöléssel 1993 FA5) a Naprendszer kisbolygóövében található aszteroida. Az UESAC program keretében fedezték fel 1993. március 17-én.

## Elnevezése
Az aszteroidát Graham Chapman-ről, a Monty Python brit humortársulat tagjáról nevezték el. Az aszteroida egyike a kisbolygóöv számos, személyekről elnevezett kisbolygóinak. Ezek között hat viseli a Monty Python tagjainak nevét:
- 9617 Grahamchapman
- 9618 Johncleese
- 9619 Terrygilliam
- 9620 Ericidle
- 9621 Michaelpalin
- 9622 Terryjones